# Séverine Bruneau
Séverine (Servane) Bruneau (ur. 6 kwietnia 1973) – francuska judoczka Brązowa medalistka mistrzostw świata w drużynie w 1997. Startowała w Pucharze Świata w latach 1995, 1997, 1998 i 2001. Złota medalistka mistrzostw Europy w drużynie w 1996 i  1997, a także akademickich MŚ w 1994. Wicemistrzyni Francji w 1993 i 2001 roku.